# Corinne Reybroeck
Corinne Dugnoille-Reybroeck is een Belgische golfster. 

## Levensloop
Zij was jarenlang de beste amateurgolfster van België. In 1966 speelde zij het Espirito Santo Trophy in Mexico met  Arlette Jacquet, Louise van den Berghe en Mw Chaudoi. België eindigde op de 4de plaats.
Reybroeck is een van de twee vrouwen die het Omnium 7x gewonnen heeft, 6x als amateur en ten slotte nog een keer als professional. De andere was Aline Van der Haegen, zij bleef amateur.
Reybroeck werd teaching pro en geeft sinds 1992 les op de Golf d'Apremont in Apremont (Oise) in Noord-Frankrijk.
In augustus 2013 won Reybroeck de English Ladies Seniors met een score van 226(+4).

## Gewonnen
- 1967: Omnium
- 1968: Belgisch Amateur
- 1969: Belgisch Amateur
- 1970: Omnium (amateur)
- 1971: Omnium (amateur)
- 1972: Omnium (amateur)
- 1973: Omnium (amateur)
- 1974: Omnium (amateur)
- 1975: Omnium (amateur)
- 2001: Omnium
- 2013: English Ladies Seniors op de Cambridge Meridian Golf Club